# Achims Hitparade

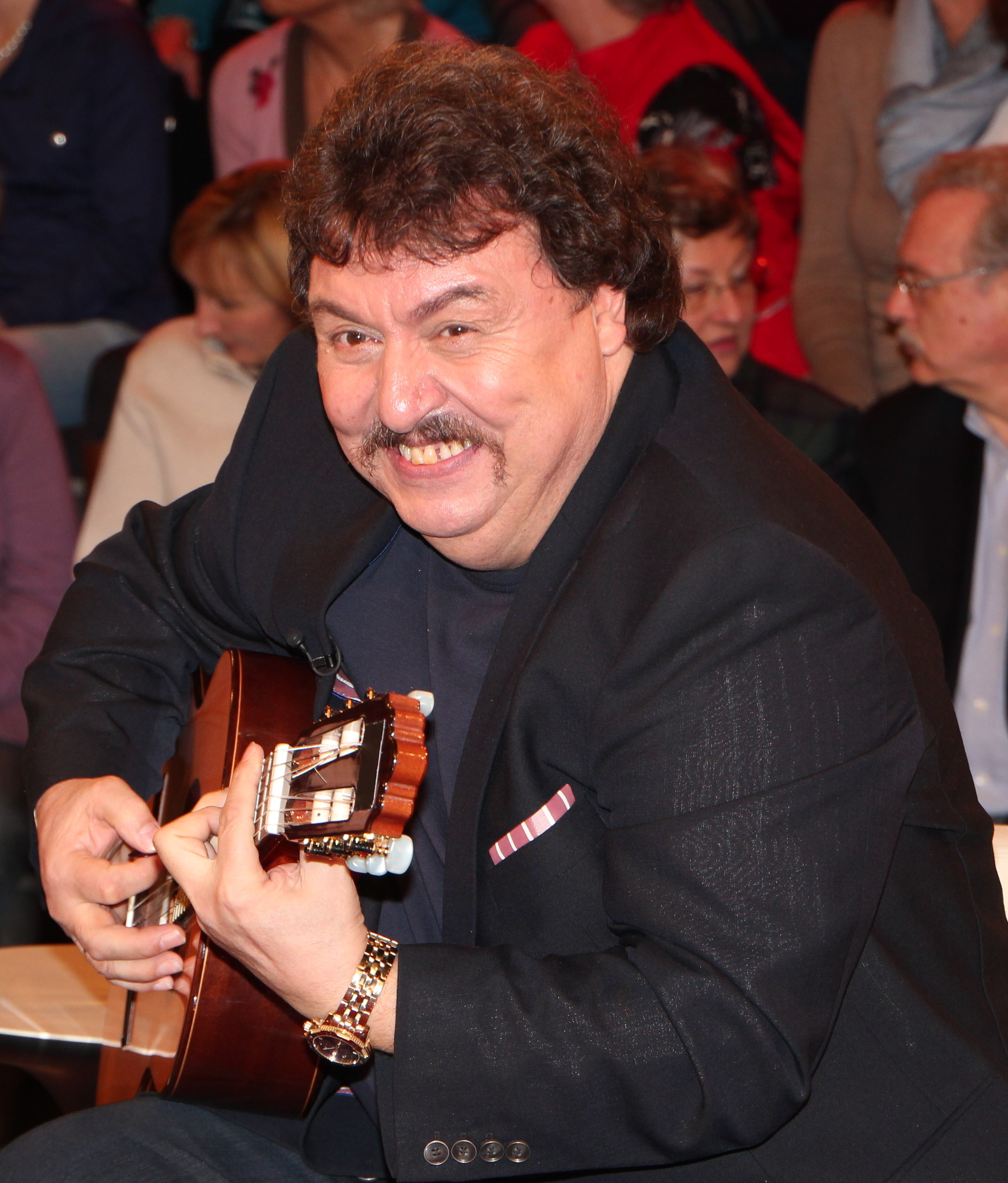
Achim Mentzel bei "Markus Lanz" 2011

Achims Hitparade war ein volkstümlicher Musikantenwettstreit nach einer Idee von Hansjoachim Seiferth, der bereits für den Oberhofer Bauernmarkt verantwortlich zeichnete. Moderiert wurde die Sendung von Achim Mentzel. Von 1989 bis 1991 wurde sie im Fernsehen der DDR (später DFF) und von 1992 bis 2006 beim MDR ausgestrahlt.
Monatlich traten acht Künstler um den Titel Musikantenkönig an. Gewählt wurde von den Zuschauern zunächst per Postkarte; ab März 2004 konnte über TED und Televoting direkt gewählt werden. Am Ende eines Jahres traten alle Musikantenkönige an um sich als Jahressieger zum Musikantenkaiser wählen zu lassen. Musikantenprinzen und -prinzessinnen bis 16 Jahre standen im Wettstreit einmal jährlich im Dezember.
Achims Hitparade tourte von 1999 bis 2003 mit hunderten Fans aus Deutschland ins Stubaital, nach Südtirol und auf der Donau von Passau nach Budapest.
Nach 215 Folgen wurde die Sendereihe im Dezember 2006 eingestellt.

## Musikantenkaiser
- 1990: Gaby Albrecht
- 1991: Stefanie Hertel und Eberhard Hertel
- 1992: Angela Wiedl, Die Nahetaler
- 1993: SOS Kinderdorfchor
- 1994: Willi Seitz & seine Freunde
- 1995: Willi Seitz & seine Freunde
- 1996: Gaby Albrecht
- 1997: Die Rieserferner
- 1998: Margitta und ihre Töchter
- 1999: Margitta und ihre Töchter
- 2000: Brigitte Traeger, Katharina Herz & Torsten Benkenstein
- 2001: Sandra Jacob & Holger Mück
- 2002: Katharina Herz & Torsten Benkenstein
- 2003: Katharina Herz & Torsten Benkenstein
- 2004: Die Ladiner & Nicole
- 2005: Alpentrio Tirol
- 2006: Die Amigos